# Thiiren
Thiiren je sirná heterocyklická sloučenina se vzorcem C2H2S. Molekulu lze odvodit od cyklopropenu náhradou methylenové skupiny atomem síry. Sloučenina je antiaromatická a velmi nestálá.

## Deriváty
Žádný thiiren nebyl izolován za pokojové teploty, tyto sloučeniny se ale podařilo zachytit spektroskopicky za nízkých teplot.
Thiiren-S-oxidy a S-alkylthiireniové soli byly zkoumány rentgenovou krystalografií.